# اولدفیلد (میزوری)
اولدفیلد (به انگلیسی: Oldfield) یک منطقهٔ مسکونی در ایالات متحده آمریکا است که در میزوری واقع شده‌است. اولدفیلد ۴۲۱ متر بالاتر از سطح دریا واقع شده‌است.